# Iziphya ingegardae
Iziphya ingegardae är en insektsart som beskrevs av Hille Ris Lambers 1952. Enligt Catalogue of Life ingår Iziphya ingegardae i släktet Iziphya och familjen långrörsbladlöss, men enligt Dyntaxa är tillhörigheten istället släktet Iziphya och familjen borstbladlöss. Arten är reproducerande i Sverige. Inga underarter finns listade i Catalogue of Life.